# Flashboda rock- och bluesfestival
Flashboda rock- och bluesfestival var en musikfestival som arrangerades årligen i Frövi i Lindesbergs kommun av föreningen Flashboda blues under åren 2000-09.